# Frau in Weiß
Frau in Weiß ist eine US-amerikanische Filmbiografie aus dem Jahr 1952 von John Sturges. June Allyson spielt die Rolle der Dr. Emily Barringer geb. Dunning (1876–1961), der ersten weiblichen Krankenwagenchirurgin (engl. Ambulance Surgeon). Weitere Hauptrollen waren mit Arthur Kennedy und Gary Merrill besetzt. Der Film wurde von Metro-Goldwyn-Mayer produziert und basiert auf Emily Barringers Biografie Bowery to Bellevue.

## Handlung
New York zu Beginn des 20. Jahrhunderts. Emily Dunning sucht verzweifelt einen Arzt für ihre schwangere Mutter. Da die Dunnings neu in der Gegend sind, kennt sich Emily nicht aus und wird von einem Passanten zu einer Gynäkologenpraxis gewiesen. Zwar ist Emily zunächst skeptisch, da es sich um eine Frau handelt. Doch als Dr. Marie Yeomans erfolgreich einen Kaiserschnitt an Mrs. Dunning durchführt, ist Emily voller Bewunderung. In Emily reift in den folgenden Jahren der Entschluss, ebenfalls Ärztin zu werden. Marie, mittlerweile eine gute Freundin, warnt sie vor den Problemen, die weibliche Ärzte zu erwarten haben, dennoch beginnt Emily ihr Studium an der Cornell University. Sie leidet unter den Vorurteilen ihrer männlichen Mitstudenten und der Professoren, lernt aber auch den Studenten Ben Barringer kennen, in den sie sich verliebt.
Am Vorabend ihrer Graduierung macht Ben Emily einen Heiratsantrag. Emily will als Jahrgangszweite an der medizinischen Fakultät der Universität weiterstudieren, während Ben an die Harvard University wechselt. Bens Bitte, ihr Studium abzubrechen, lehnt sie ab, so dass sich beide trennen. In New York lebt Emily bei Marie, findet aber keine Praktikumsstelle. Dr. Seth Pawling, Chefarzt am Gouverneur Hospital, bestätigt ihre Befürchtung, dass Frauen in den Krankenhäusern unerwünscht sind. Marie sucht die Aufsichtsbehörde auf und gibt zu bedenken, wie die öffentliche Meinung ausfallen werde, wenn bekannt wird, dass Emily abgelehnt wird, während Männer mit schlechteren Zeugnissen angenommen werden. Schon kurze Zeit später vermeldet die New Yorker Presse, dass Emily als erste Frau an einem New Yorker Krankenhaus praktiziert. Pawling erklärt ihr, dass er seine Meinung nicht geändert habe und sie oft auf Ambulanzen eingesetzt werde. Eine Weile später erfährt sie, dass auch Ben ein Praktikum im Gouverneur Hospital absolviert.
Die New Yorker sind in der ersten Nacht ihres Dienstes anfangs geschockt, dass eine Frau die Ambulanzbesatzung leitet. Doch schon bald macht sich Bewunderung beim Fahrer Alec breit. Ihre harte Arbeit und ihre Hingabe verschaffen ihr Respekt bei den männlichen Ärzten, die zuerst gegen ihre Anstellung stimmten, und bei den Krankenschwestern. Ihre Beziehung zu Ben, der sich mehr für Forschung als an der Arbeit mit Patienten interessiert, wird immer inniger. Doch trotz ihres Einsatzes und ihrer Behandlungserfolge will Dr. Graham, der für die Beurteilung der Praktikanten zuständig ist, sie nicht als Ärztin akzeptieren. Als eines Abends kein Ersatz für einen verhinderten Arzt verfügbar ist, überträgt Graham Emily seine Schicht, obwohl sie ihre eigene Schicht gerade erst beendet hat. Einen komatösen Patienten erklärt er für tot und ignoriert Emilys Vorschlag auf Reanimation. Als Graham gegangen ist, bittet Emily Schwester Jane Doe um ihre Hilfe und kann den Mann wiederbeleben. Damit er überlebt, muss sie ihn wachhalten. Sie und die Stationsschwestern laufen mit dem Mann stundenlang durch die Korridore. Eine der Schwestern erzählt einem Reporter von dem Vorfall, der Fotos macht, gerade als Ben und Pawling ankommen. Pawlings Missbilligung erzürnt sie so sehr, dass sie ihre Stelle aufgeben will. Ben bittet sie, zu bleiben, denn Pawling sei nicht der gefühllose Kerl, für den sie ihn halte. Und tatsächlich wird sie von Pawling für ihren Einsatz gelobt und Graham zur Rechenschaft gezogen.
Ihr erstes freies Wochenende verbringt Emily mit Ben am Strand. Ihre Fragen über Pawling beunruhigen Ben, der sie zu einer Feier für Pawlings ersten Jahrestag als Chefarzt einlädt. Auf der Feier tanzt Emily mit Pawling, was Ben befürchten lässt, sie habe sich in den Arzt verliebt. Pawling erklärt ihr, dass er sie als Ärztin und Frau bewundere. Ihr Gespräch wird von Ben unterbrochen, der sie von zwei Typhusfällen unterrichtet, die ins Krankenhaus eingeliefert wurden. In den folgenden Tagen kommt das Krankenhaus an die Grenzen seiner Kapazität. Alle verfügbaren Ärzte, auch Marie, werden zur Eindämmung der Typhusepidemie in die Krankenhäuser der Stadt gerufen. Marie wird zur Freude Emilys im Gouverneur Hospital eingesetzt. Pawling und Ben, die die Bücher von Dr. Yeomans gelesen haben, erkennen erst jetzt, dass es sich um eine Frau handelt, die zudem eine exzellente Ärztin ist.
Die Epidemie wird erfolgreich bekämpft, als Ben Emily informiert, dass er ein Forschungsstipendium in Paris erhalten hat. Marie fordert die besorgte Emily auf, trotz ihrer Karriere ihr Privatleben nicht zu vernachlässigen. Ben fordert sie auf, Emily nicht einfach aufzugeben. Kurze Zeit später stirbt Marie, die schon längere Zeit Herzprobleme hatte. Pawling erzählt Emily, dass er Marie sehr bewundert habe und wiederholt Maries Bemerkung über ihr Privatleben. Als Emily Ben im Korridor sieht, der sich auf den Weg nach Paris machen will, geht sie zu ihm. Beide gestehen sich ihre Liebe. Emily fordert ihn auf zu gehen und verspricht ihm, zu warten.

## Produktion

### Hintergrund
Gedreht wurde der Film von Ende Oktober bis Anfang Dezember 1951 in den MGM-Studios in Culver City.
Im Juli 1952 wurde bekannt gegeben, dass Robert Walker an der Seite June Allysons spielen soll. Walker starb im August 1951 an der Folge einer allergischen Überreaktion auf ein Medikament und wurde durch Arthur Kennedy ersetzt.
Die fiktionale Figur der Dr. Marie Yeomans beruht auf der Ärztin Dr. Mary Jacobi (1842–1906).
Im Juli 1952 strengte die Autorin Susan Alexander eine Klage auf 100.000 Dollar gegen MGM an. Sie klagte, dass Teile der Filmgeschichte aus ihrem Artikel Riding for Trouble, stammten, der im Magazin Collier’s veröffentlicht wurde. Außerdem seien diese Teile in ihrer Abhandlung enthalten, die sie 1948 an das Studio sandte und stammen nicht aus Dr. Barringers Biografie. Über den Ausgang des Verfahrens ist nichts bekannt.

### Stab
Cedric Gibbons und Leonid Vasian oblag die künstlerische Leitung. Ralph S. Hurst und Edwin B. Willis waren für das Szenenbild zuständig, Helen Rose und Gile Steele für die Kostüme, William Tuttle und John Truwe für das Maskenbild. Verantwortliche Toningenieure waren Douglas Shearer und Joe Edmondson. A. Arnold Gillespie und Warren Newcombe schufen die Spezialeffekte.

### Besetzung
In kleinen nicht im Abspann erwähnten Nebenrollen traten Robert Foulk, Ned Glass, Creighton Hale, Stuart Holmes, Hans Moebus, Emory Parnell und Rex Reason auf. Ebenfalls unerwähnt blieb Elizabeth Flournoy als Mrs. Dunning.

## Synchronisation
Die deutsche Synchronfassung entstand 1953 im Auftrag der ‘’MGM Synchronisationsateliers’’ in Berlin.
| Rolle                         | Schauspieler     | Deutscher Synchronsprecher |
| ----------------------------- | ---------------- | -------------------------- |
| Dr. Emily Dunning             | June Allyson     | Tilly Lauenstein           |
| Dr. Ben Barringer             | Arthur Kennedy   | Klaus Schwarzkopf          |
| Dr. Seth Pawling              | Gary Merrill     | Siegfried Schürenberg      |
| Dr. Marie Yeomans             | Mildred Dunnock  | Renate Bahn                |
| Alec                          | Jesse White      | Erich Fiedler              |
| Schwester Jane Doe            | Marilyn Erskine  | Margot Leonard             |
| Dr. Barclay                   | Herbert Anderson | Sebastian Fischer          |
| Dr. Graham                    | Gar Moore        | Klaus Miedel               |
| Dr. Williams                  | Don Keefer       | Clemens Hasse              |
| Matt                          | James Arness     | Walter Gross               |
| Schwester Schiff              | Ann Morrison     | Gertrud Spalke             |
| Dr. Schneider                 | Erwin Kalser     | Gerd Vespermann            |
| Fahrstuhlführer               | A. Cameron Grant | Hans Emons                 |
| Zuschauer bei der Graduierung | Frank Baker      | Walter Werner              |
| Anatomie-Professor            | Ned Glass        | Ralph Lothar               |

Anmerkung: Die kursiv geschriebenen Namen sind Rollen und Darsteller, die nicht im Abspann erwähnt wurden.

## Veröffentlichung
Die Premiere des Films fand am 30. Mai 1952 in New York statt. In der Bundesrepublik Deutschland kam er am 3. März 1953 in die Kinos, in Österreich im Juni 1953.

## Kritiken
Das Lexikon des internationalen Films schrieb: „Klischeehafte Filmbiographie mit übertrieben optimistischem Pathos, die jedoch durch gut getroffenes Alltagsmilieu und lebendige Darstellung Interesse verdient.“
Die Filmzeitschrift Cinema beschrieb das Werk als etwas pathetisch.
A. H. Weiler von der The New York Times befand, Dr. Emily Barringers Pionierarbeit und ihr Kampf gegen Vorurteile, Bigotterie und Schikanen werden nur selten in einen effektvollen Hieb zusammengefügt. Sie werde lediglich als hingebungsvolle Frau, die schlussendlich diese Hürden erfolgreich hinter sich bringt, porträtiert. Das liege wohl daran, dass ihr Drang, neue Wege zu beschreiten, nicht so überzeugend gezeigt werde, wie es möglich gewesen wäre.
Der Kritiker des TV Guide sah einen Film, dessen Fokussierung auf medizinische Details zwar zur Plausibilität aber nichts zum Unterhaltungswert beitragen. Die Besetzung June Allysons wird als Fehler angesehen, der Verantwortliche gehöre begraben.